# Múñez
Múñez es un anejo perteneciente al Ayuntamiento de Muñana, en el centro del Valle de Amblés de la provincia de Ávila, comunidad autónoma de Castilla y León, España.

## Demografía
| Gráfica de evolución demográfica de Múñez entre 2000 y 2023                   |
|                                                                               |
| Población (2000-2016) según el nomenclátor de unidades poblacionales del INE. |

## Localización y accesos
A unos 30 kilómetros de Ávila y a unos 30 kilómetros de Piedrahíta, aproximadamente. Su acceso es desde la N-110 (salida de La Torre, desde Muñana y desde Balbarda.

## Datos básicos
- Habitantes: 40 habitantes (INE 2011).
- Altitud: 1172 m.
- Miembros de la Peña: 200 (estimados).[cita requerida]
- Fiestas: Nuestra Señora del Rosario, el primer fin de semana de octubre.
- Gentilicio: Muñecino.[3]